# Armin Helfer
Armin Helfer (Brunico, 31 maggio 1980) è un ex hockeista su ghiaccio italiano, di ruolo difensore.

## Carriera

### Club
Come il fratello maggiore Martin, Helfer crebbe nelle giovanili dell'HC Brunico (poi divenuto HC Val Pusteria), esordendo in prima squadra nel corso della stagione 1996-97, in seconda serie. Dalla stagione successiva, dopo la promozione dei Lupi in Serie A, cominciò a ritagliarsi sempre maggiore spazio in prima squadra divenendo presto titolare.
Coi pusteresi rimase fino al termine della stagione 2000-01, per passare poi all'HCJ Milano Vipers fortemente voluto da Adolf Insam, con cui, in sei stagioni, contribuì in modo determinante al dominio meneghino nel campionato di quegli anni:
cinque scudetti (2002, 2003, 2004, 2005 e 2006),
tre Coppe Italia (2002, 2004 e 2005)
e tre Supercoppe italiane (2001, 2002 e 2006).
Decise poi di accettare l'offerta dell'HC Innsbruck con cui raggiunse i play-off del campionato austriaco, non riuscendo tuttavia a superare i quarti di finale.
Nella stagione successiva passò al HC Thurgau, in Lega Nazionale B. La squadra fu il farm team dei Kloten Flyers, ed Helfer poté esordire in gennaio nella Lega Nazionale A, raccogliendo poi alcuni altri incontri.
L'11 maggio 2009 Helfer decise di rinunciare alla Lega Nazionale A per far ritorno nel campionato italiano firmando un contratto biennale con il suo club d'origine, l'HC Val Pusteria. Nelle successive stagioni la formazione si distinse con una finale raggiunta in campionato ed una Coppa Italia vinta.
Nel dicembre 2009 la società svizzera HC Davos chiese ed ottenne dal Val Pusteria il prestito del giocatore per fargli disputare la Coppa Spengler.
Nel 2011 tornò all'HC Thurgau, e divenne capitano. Ciononostante la squadra svizzera lo svincolò nel mese di gennaio 2012. Helfer decise di ritornare così al Val Pusteria, e della squadra fu a lungo capitano. Rimase coi pusteresi fino al termine della carriera, annunciata nel marzo del 2020.
Vestì la maglia numero 62 in ricordo del compagno di squadra Oskar Degilia, che vestiva quella numero 26, morto in un incidente stradale nel 2002. Nell'agosto 2022, due anni dopo aver terminato la carriera, la maglia numero 62 di Helfer è stata ritirata dal Val Pusteria, onore riservato in precedenza a Degilia e a Martin Crepaz. La cerimonia celebrativa si è svolta all'Arena Brunico l'8 settembre successivo, prima di un incontro amichevole con il Bolzano.

### Nazionale
Helfer esordì in Nazionale maggiore giovanissimo, a diciannove anni, in una serie di incontri amichevoli in Svizzera (la prima partita in assoluto fu una sconfitta per 4-1 contro la Nazionale elvetica).
La prima competizione ufficiale a cui partecipò furono i campionati mondiali successivi, chiusi al nono posto. Da allora partecipò a tutte le edizioni dei mondiali (in gruppo A nel 2000, 2001, 2002, 2006, 2007, 2008, 2010, 2012, 2017 e 2019; in Prima Divisione nel 2003, 2004, 2005, 2009, 2011, 2013, 2015, 2016 e 2018, ed in quest'ultima occasione fu il capitano degli azzurri, vista l'assenza di Anton Bernard) e alle Olimpiadi di Torino 2006. Saltò per infortunio i mondiali del 2014.
Nell'aprile 2020 è stato selezionato dalla federazione internazionale nella ideale miglior nazionale italiana di tutti i tempi assieme a Mike Rosati, Robert Oberrauch, Lucio Topatigh, Roland Ramoser e Mario Chitaroni.

### Allenatore
Nel marzo del 2021 è stato chiamato sulla panchina dell'Hockey Club Dobbiaco, squadra di IHL-Division I, al posto di Luca Larese che aveva guidato gli altoatesini fino ai quarti di finale, vinti contro il Real Torino, con Helfer alla guida, i dobbiacensi ebbero la meglio in semifinale del Cadore ed in finale dei Valpellice Bulldogs, guadagnandosi la promozione in IHL.

## Palmarès

### Club
- Campionato italiano: 5

Milano Vipers: 2001-2002, 2002-2003, 2003-2004, 2004-2005, 2005-2006
- Coppa Italia: 4

Milano Vipers: 2002-2003, 2004-2005, 2005-2006
Val Pusteria: 2010-2011
- Supercoppa italiana: 5

Milano Vipers: 2001, 2002, 2006
Val Pusteria: 2014, 2016

### Nazionale
- Campionato mondiale di hockey su ghiaccio - Prima Divisione: 3

Paesi Bassi 2005, Polonia 2009, Ungheria 2011

### Individuale
- Miglior difensore del Campionato europeo di hockey su ghiaccio Under-18 - Gruppo B: 1

Germania 1998
- Giocatore con più minuti di penalità del Campionato mondiale di hockey su ghiaccio Under-20 - Gruppo B: 1

Bielorussia 2000 (33 minuti)
- Giocatore con più minuti di penalità del Campionato mondiale di hockey su ghiaccio - Prima Divisione: 1

Paesi Bassi 2005 (29 minuti)
- Maggior numero di reti per un difensore della Serie A: 1

2006-2007 (15 reti)
- Miglior Plus/Minus del Campionato mondiale di hockey su ghiaccio - Prima Divisione: 1

Polonia 2009 (+7)
- Miglior difensore del Campionato mondiale di hockey su ghiaccio - Prima Divisione: 1

Ungheria 2011
- Maggior numero di reti per un difensore del Campionato mondiale di hockey su ghiaccio - Prima Divisione: 1

Polonia 2016 (1 rete)
- Top 3 Player on Team del Campionato mondiale di hockey su ghiaccio: 1

Slovacchia 2019